# 史蒂芬·切伦多洛
史蒂芬·切伦多洛（英語：Steven Emil "Steve" Cherundolo，1979年2月19日—）是美國著名足球運動員，司職右後衛。

## 外部連結
- Kinderherz Hannover e.V. – Children's charity organization, co-founded by Cherundolo（页面存档备份，存于）